# Helen Reeves
Helen Reeves (* 6. September 1980 in Nottingham) ist eine ehemalige britische Kanutin.

## Karriere
Helen Reeves sicherte sich im Kanuslalom bei den Weltmeisterschaften 2002 in Bourg-Saint-Maurice ihre erste internationale Medaille, als sie in der Mannschaftskonkurrenz im Einer-Kajak den dritten Platz belegte. Dieser Erfolg wiederholte sie ein Jahr darauf in Augsburg. Bei den Olympischen Spielen 2004 in Athen zog sie nach einem dritten Platz in den Vorläufen und einem fünften Platz im Halbfinale in den Endlauf ein. Mit insgesamt 218,77 Punkten schloss sie den Wettbewerb auf dem dritten Platz ab, womit sie hinter Elena Kaliská aus der Slowakei und der US-Amerikanerin Rebecca Giddens die Bronzemedaille gewann.
Reeves musste sich während ihrer Karriere mehrmals einer Schulteroperation unterziehen und verpasste dadurch die Olympischen Spiele 2000 in Sydney.